# Ringelsdorf-Niederabsdorf
Ringelsdorf-Niederabsdorf [] è un comune austriaco di 1 272 abitanti nel distretto di Gänserndorf, in Bassa Austria; ha lo status di comune mercato (Marktgemeinde). È stato istituito il 1º gennaio 1971 con la fusione dei comuni soppressi di Niederabsdorf e Ringelsdorf; capoluogo comunale è Ringelsdorf.